# Baccaurea motleyana
Baccaurea motleyana är en emblikaväxtart som först beskrevs av Johannes Müller Argoviensis, och fick sitt nu gällande namn av Johannes Müller Argoviensis. Baccaurea motleyana ingår i släktet Baccaurea och familjen emblikaväxter. Inga underarter finns listade i Catalogue of Life.

## Bildgalleri

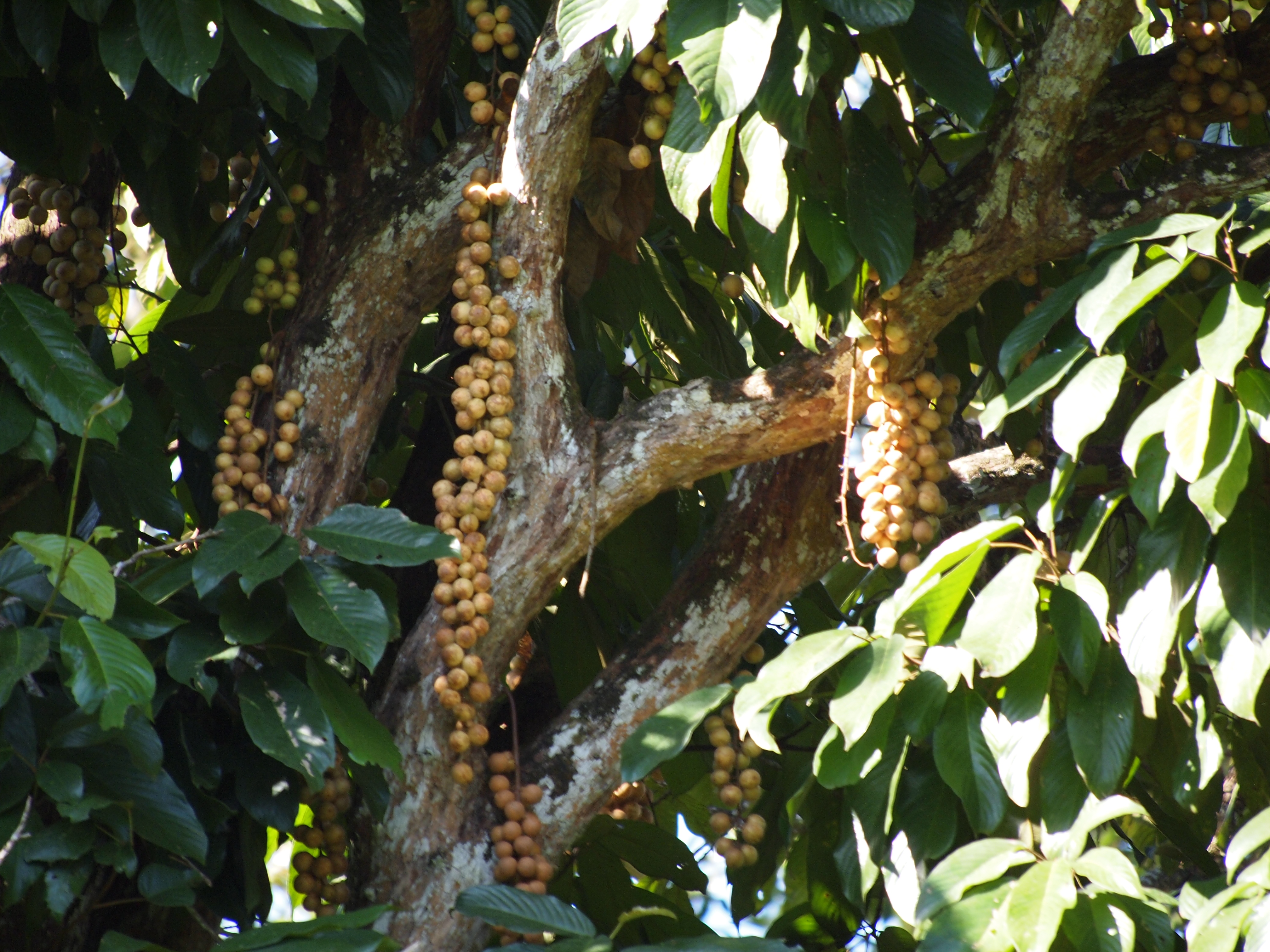
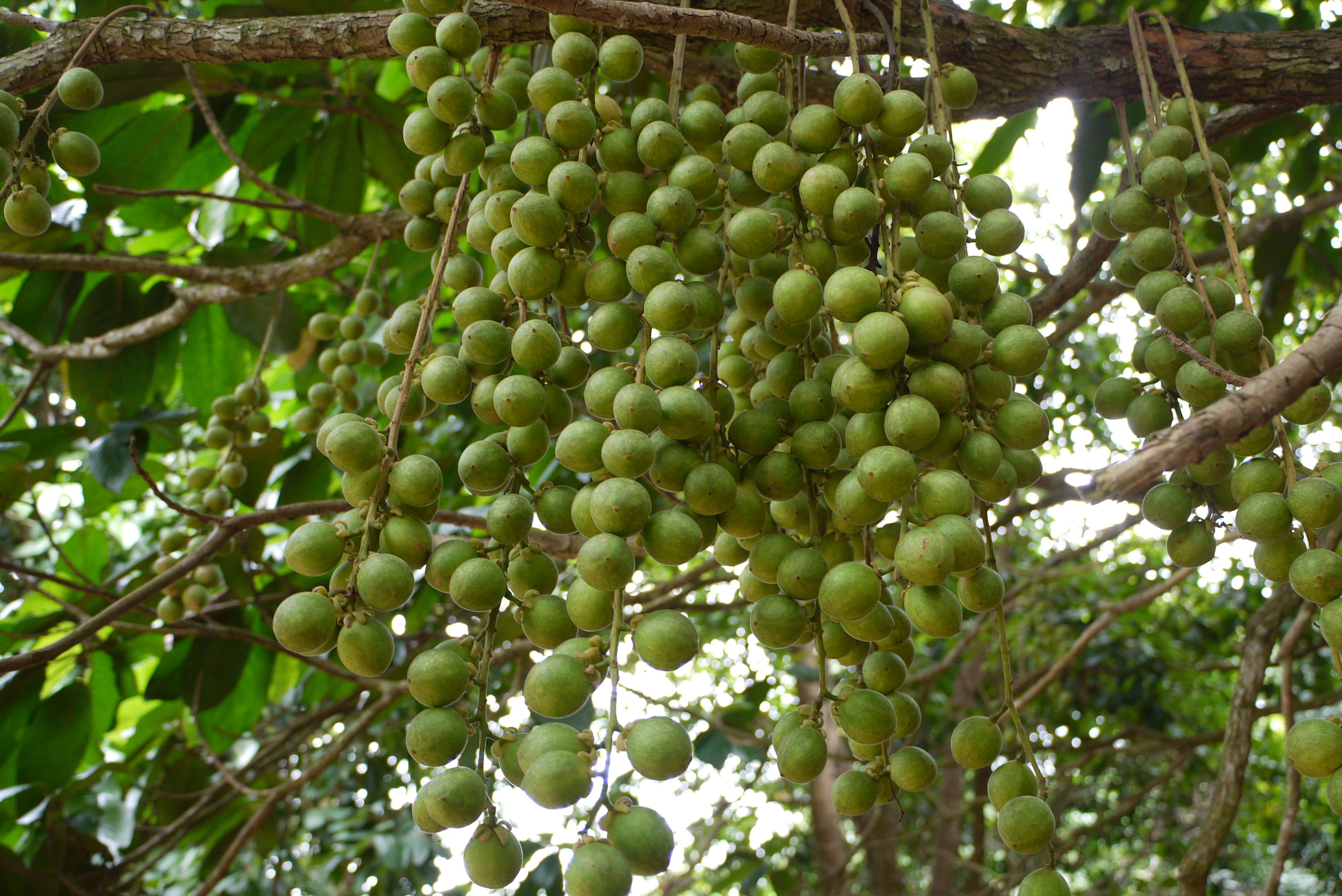